# Ole Rømer (Musiker)

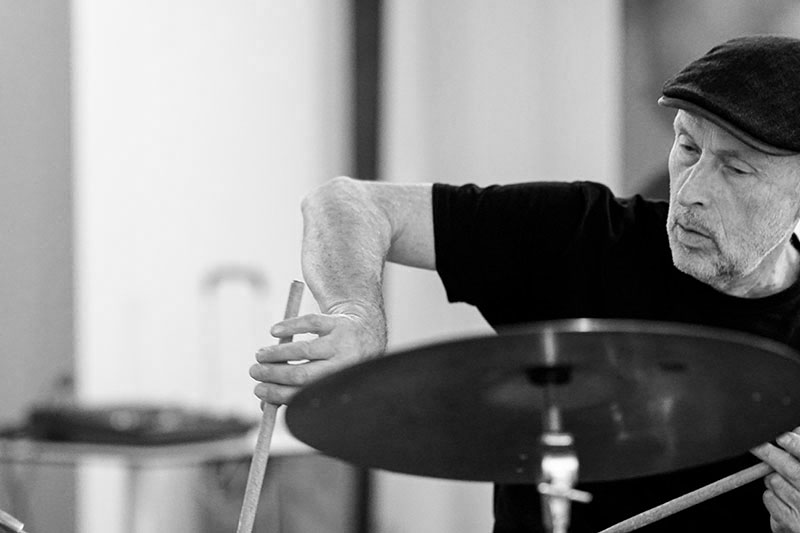
Ole Rømer (2018)

Ole Rømer (* 28. September 1954 in Hvidovre) ist ein dänischer Jazz- und Fusionmusiker (Schlagzeug).

## Leben und Wirken
Rømer stammt aus einer musikalischen Familie: seine Eltern waren Musiklehrer; seine älteren Schwestern Lotte und Hanne Rømer sind ebenfalls Musiker.
Rømer spielte seit den frühen 1970er Jahren in einer Reihe von Jazz- und Rockgruppen wie Maya oder Fata Morgana sowie Bohena, die er mitgründete. 1975 gründete er mit Simon Spang-Hanssen und Peter Danstrup das Trio Strange Brothers, das Free Jazz spielte und ab 1976 mit John Tchicai zusammenarbeitete (Album 1978). In den 1970er Jahren gehörte er auch zu Simon Spang-Hanssens Spacetrain. Weiterhin begleitete er seine Schwestern Lotte und Hanne und war Gründungsmitglied von Pierre Dørges New Jungle Orchestra (gleichnamiges Album 1982).
Gemeinsam mit dem Bassisten Peter Danstrup bildet er seit 1985 die Rhythmusgruppe in unterschiedlichen Formationen von Jan Kaspersen, mit denen im Lauf der Jahrzehnte diverse Alben entstanden und noch 2017 Auftritte im Jazzhus Montmartre stattfanden. Daneben war er weiterhin bei Tchicai tätig (Put Up the Fight) und bei Fredrik Lundin. 1993 spielte er im Quintett von Lotte Anker / Mette Petersen, ferner mit Bob Rockwell und Kjeld Lauritsen, Torben Westergaard und Christian Kyhl. Mit  Simon Spang-Hanssen, Thomas Clausen und Jesper Lundgaard nahm er das Album Long Shadows (2000) auf. In der Gruppe Strange Brothers arbeitete er nun mit dem Trompeter Kasper Tranberg,
Seit einigen Jahren hat er sein eigenes Studio, wo er auch als Produzent tätig ist; er nahm unter eigenem Namen auch mit David Murray auf. Er ist auch auf Alben von Birgit Brüel und Hugh Steinmetz zu hören.